# Classe Roberts
La classe Roberts est une classe de deux monitors britanniques construits pendant la Seconde Guerre mondiale pour la Royal Navy.

## Caractéristiques
Les caractéristiques de la classe, à part deux canons de 15 pouces dans un affût double, provenant de deux monitors de la classe Marshal Ney de l'époque de la Première Guerre mondiale, étaient un faible tirant d'eau pour les opérations côtières, un large maître-bau pour donner de la stabilité et aussi de la résistance aux torpilles et aux mines, et une plate-forme d'observation élevée pour observer la chute des projectiles.

## Navires
- HMS Abercrombie est construit aux chantiers Vickers-Armstrongs à Wallsend en Angleterre. La quille est posée le 26 avril 1941, le bateau est lancé le 31 mars 1942 et il entre en service en 5 mai 1943. Après avoir servi durant la Seconde Guerre mondiale, le Abercrombie est détruit en 1955 à Barrow-in-Furness.
- HMS Roberts est construit aux chantiers Harland and Wolff à  Belfast en Irlande. La quille est posée le 26 octobre 1915, le bateau est lancé le 1er février 1941 et il entre en service en 27 octobre 1941. Après avoir servi durant la Seconde Guerre mondiale, le Roberts est détruit en 1965 à Inverkeithing.

### Sources
- (en) Cet article est partiellement ou en totalité issu de l’article de Wikipédia en anglais intitulé « Roberts-class monitor » (voir la liste des auteurs).